# Pauserna
Pauserna är ett ursprungsfolk som lever på gränsen mellan Bolivia och Brasilien längs övre Guaporefloden. De flesta av dem bor på den bolivianska sidan i departementet Beni. Deras namn lär komma från pao cerne trädet som är vanligt i den här regionen. Endast ett fåtal av de äldre pauserna kan tala språket, som är ett dotterspråk till guarani och en del av språkfamiljen tupi.

## Namn
Pauserna är även kända under namnen araibayba, carabere, guarasug'we, guarayuta, itatin, moterequoa, pau cerna och pauserna-guarasug'we.

## Historia
Sannolikt kom pauserna invandrande från nuvarande Paraguay några århundraden innan ava guarani anföll Inkariket. Deras förfäder antas vara guarani. Tidigare utgjorde guarayu och pauserna en grupp men guarayus förfäder flyttades till missioner medan den grupp som idag utgör pauserna förblev oberoende. Den första mer bestående kontakten med utomstående kom först i slutet av 1800-talet när gummiarbetare kom till området. Genom dessa kontakter drabbades de av flera olika sjukdomar som kraftigt minskade deras antal. När Erland Nordenskiöld kom till området under sin expedition 1914 var det en liten grupp han besökte. Han och frun Olga besökte en liten by, Orikoripe, på den brasilianska sidan av Guaporefloden. Här bodde då åtta familjer och utöver dessa fanns ytterligare 15 familjer, de flesta på den bolivianska sidan. Under 1900-talet har sedan befolkningen ytterligare minskat. På 1930-talet fanns ca 130 personer, på 1960-talet hade denna siffra halverats och på 1970-talet hade den halverats ytterligare. 

## Försörjning
Ursprungligen var pauserna jägar-samlare men började så småningom även anlägga odlingar. De odlade en rad olika grödor innan de kom i kontakt med gummiarbetare men har därefter slutat med flera av dem. Bland annat har de slutat med maniok och har istället börjat odla ris och caripo (yams). Vid odling röjer man först upp en yta. Männen planterar majs, kvinnor planterar maniok och båda könen hjälper till vid skörden. Man samlar även in gummi och kräkrot, vilket används som medicin. Nordenskiöld skrev att alligatorkött var en uppskattad föda när han var där. 

## Bostäder
Pauserna bodde tidigare i storfamiljhus men övergick sedan till enfamiljhus/hyddor. Inne i bostäderna finns hängmattor i bomull och hyllor för matvaror. Männen sitter på bänkar och kvinnorna på mattor. 

## Hantverk och kläder
Pauserna tillverkar och använder barkkläder men de väver också bomullskläder. Kvinnorna spinner bomull och använder stående vävstolar. Lerkärl tillverkas av lera som magrats med krossad keramik. 

## Samhälle och kultur
I samband med olika ritualer scarifierades pojkarna och åderläts för att de därigenom skulle bli starkare. I samband med puberteten avskiljdes flickorna under en månad. Under denna tid fick de särskild kost och fick tatueringar på armar och bröst. 

### Äktenskap och barnafödsel
Helst ska äktenskap ske mellan korskusiner eller med mannens systerbarn. En kvinna kan inte gifta sig utan samtycke från sina manliga släktingar. Månggifte var vanligt. Efter äktenskapet bodde det gifta paret hos kvinnans släkt men detta har ändrats och istället bor de varken hos kvinnans eller mannens familj. Under graviditeten måste kvinnan följa ett antal regler för vad hon äter och vissa saker är tabu. Efter barnets födsel måste fadern tillbringa tre dygn i hängmatta. Annars fanns en risk att det nyfödda barnets skäl skulle följa sin fader om han gav sig iväg utanför hushållet och på så sätt riskera att skadas. 

### Begravningar
Tidigare begravdes den döde i en grav och en hydda fördes upp över graven. Denna tradition ändrades och istället begravdes den döde i sin hydda.  